# Svartkonstnär
Svartkonstnär är en trollkarl som är förekommande i mytologi, sagor och fantasyberättelser. Dessa ägnar sig åt svart magi, som att bevärja onda andeväsen, och använda detta till exempelvis dödande, manipulation eller förstörelse.
Några berömda svartkonstnärer är:
- Sauron från Härskarringen-trilogin
- Voldemort från Harry Potter-serien
- Galbatorix från Arvtagaren-trilogin (Serien är mer känd som Eragon, som egentligen är namnet på den första boken)
- Magnus från Terry Pratchetts Sourcery (Skivvärlds-serien)